# 贾宏声
贾宏声（1967年3月19日—2010年7月5日），男，汉族，吉林四平人，中国影视和话剧演员，原中国国家话剧院演员。

## 生平
1989年本科毕业于中央戏剧学院。2000年主演张扬导演的仿纪录片式故事片《昨天》，演绎了染毒、戒毒期的自己。
2010年7月5日18点左右，他在北京市朝阳区安苑北里小区19号楼第14层坠楼身亡，年仅43岁。

## 主要演出作品
- 1988年《银蛇谋杀案》
- 1988年《夏日的期待》
- 1990年《北京你早》
- 1991年《神秘夫妻》
- 1990年《出生入死》
- 1990年《紧急追捕》
- 1993年《狂心灭情》
- 1993年《陕北大嫂》
- 1993年《花姊妹风流债》
- 1993年《黑火》
- 1994年《极度寒冷》
- 1995年《周末情人》
- 1998年《苏州河》
- 2000年《昨天》

## 舞台話劇演出
- 2007年《失明的城市》

## 獎項
- 新加坡國際電影節最佳男演員（《昨天》）提名